# قطعنامه ۷۸۳ شورای امنیت
قطعنامه ۷۸۳ شورای امنیت سازمان ملل متحد که در تاریخ ۱۳ اکتبر ۱۹۹۲ تصویب شد، سندی بین‌المللی دربارهٔ وضعیت کامبوج است. این قطعنامه طی نشست ۳۱۲۴ام با ۱۵ رای موافق، ۰ مخالف و ۰ ممتنع تصویب شد.